# Mournful Congregation
Mournful Congregation é uma banda de Funeral Doom Metal da Austrália, formada em 1993.
A banda foi formada na Austrália no início da década de 1990, com um line-up de ex-membros do grupo Cálice. Sua música é caracterizada por melodias de guitarra intensa e tempos bastante lentos. O álbum de estreia, intitulado The Monad of Creation, foi lançado em 2005.

## Formação

### Membros atuais
- Damon Good - vocal, baixo, Guitarra
- Adrian Bickle - Bateria
- Justin Hartwig - Guitarra

### Membros anteriores
- Darren McLennan - guitarra
- Mark Bodossian - baixo

## Discografia

### Álbuns
- The Monad of Creation (CD o doppio LP, 2005)
- The June Frost (CD), 2009)
- The Book of Kings (2011)
- The Incubus of Karma (2018)

### Demo, promo, split e compilações
- Weeping (Demo, 1994)
- An Epic Dream of Desire (Demo, 1995)
- Practice Sessions (Demo, 1996)
- Tears from a Grieving Heart (Promo, 1999)
- The Epitome of Gods and Men Alike (Split con Worship, 2001)
- The Dawning of Mournful Hymns (Compilação, 2002)
- Split with Stabat Mater (Split 7'', 2004)
- Split with Stone Wings (Split, 2007)